# Ligne Kintetsu Kyoto
La ligne Kintetsu Kyoto (近鉄京都線, Kintetsu Kyōto-sen) est une ligne ferroviaire du réseau Kintetsu située dans les préfectures de Kyoto et Nara au Japon. Elle relie la gare de Kyoto à celle de Yamato-Saidaiji. Elle suit un tracé parallèle à la ligne Nara de la JR West.

## Histoire
La ligne a été inaugurée le 3 novembre 1928 par le chemin de fer de Nara (奈良電気鉄道).

## Caractéristiques

### Ligne
- Ecartement : 1 435 mm
- Alimentation : 1 500 V par caténaire

### Interconnexion
A Yamato-Saidaiji, certain trains continuent vers la ligne Kintetsu Nara pour la gare de Kintetsu-Nara, ou sur la ligne Kintetsu Kashihara. Une interconnexion avec la ligne Karasuma du métro de Kyoto est réalisée à Takeda.

### Liste des gares

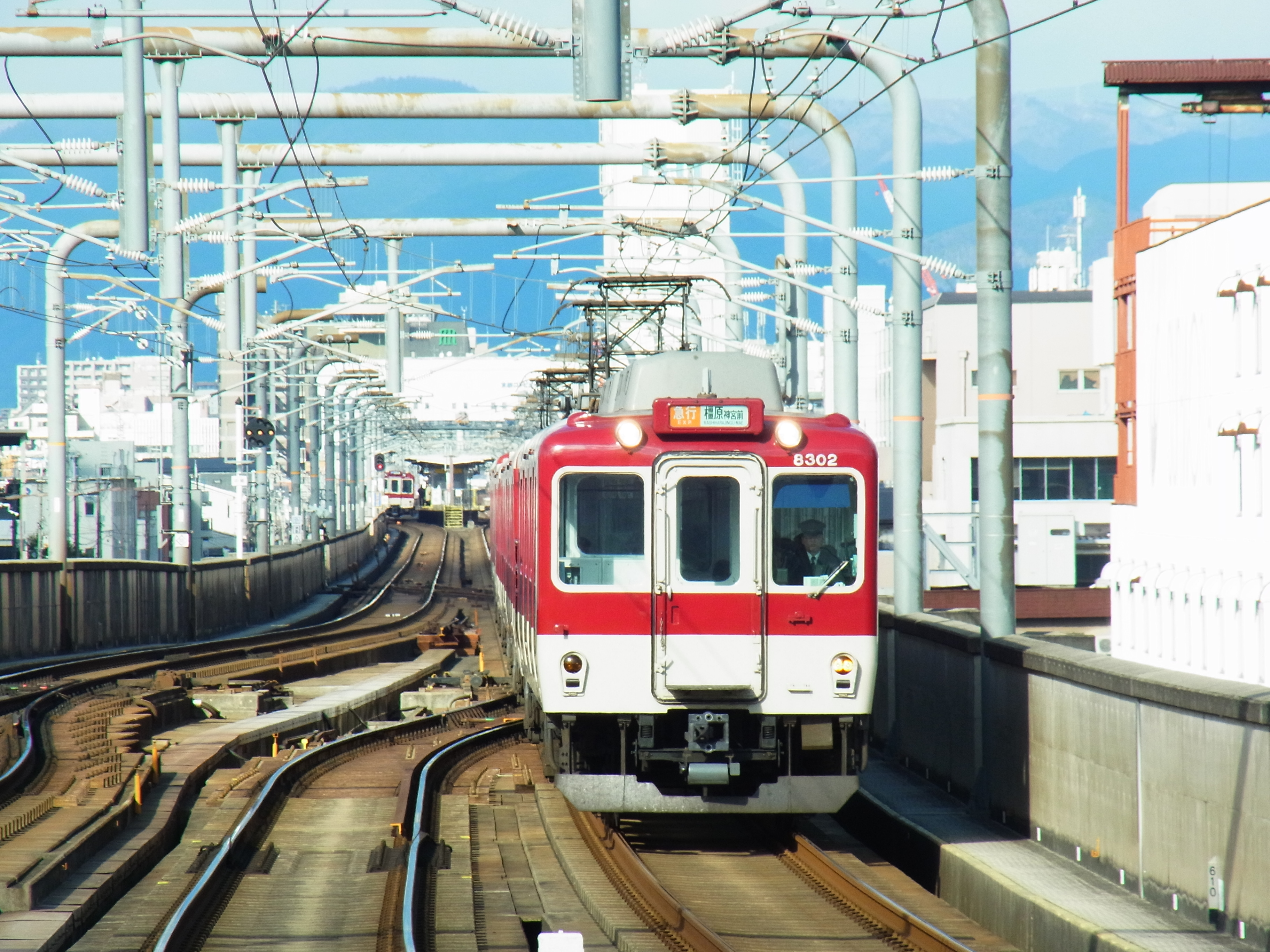
La ligne à Kamitobaguchi

La ligne comporte 26 gares numérotées de B01 à B26.
| Numéro | Gare                | Nom japonais | Distance depuis Kyoto (km) | Correspondances                                                                                           | Localisation | Localisation        |
| ------ | ------------------- | ------------ | -------------------------- | --- | ------------ | ------------------- |
| B01    | Kyoto               | 京都         | 0                          | JR Central : Shinkansen Tōkaidō JR West : Biwako, Kosei, JR Kyoto, Nara, Sagano Métro de Kyoto : Karasuma | Kyoto        | Préfecture de Kyoto |
| B02    | Tōji                | 東寺         | 0,9                        | | Kyoto        | Préfecture de Kyoto |
| B03    | Jūjō                | 十条         | 1,5                        | | Kyoto        | Préfecture de Kyoto |
| B04    | Kamitobaguchi       | 上鳥羽口     | 2,5                        | | Kyoto        | Préfecture de Kyoto |
| B05    | Takeda              | 竹田         | 3,6                        | Métro de Kyoto : Karasuma (interconnexion)                                                                | Kyoto        | Préfecture de Kyoto |
| B06    | Fushimi             | 伏見         | 4,9                        | | Kyoto        | Préfecture de Kyoto |
| B07    | Kintetsu-Tambabashi | 近鉄丹波橋   | 6,0                        | Keihan : Keihan (à Tambabashi)                                                                            | Kyoto        | Préfecture de Kyoto |
| B08    | Momoyamagoryōmae    | 桃山御陵前   | 6,5                        | | Kyoto        | Préfecture de Kyoto |
| B09    | Mukaijima (ja)      | 向島         | 8,6                        | | Kyoto        | Préfecture de Kyoto |
| B10    | Ogura               | 小倉         | 11,4                       | | Uji          | Préfecture de Kyoto |
| B11    | Iseda               | 伊勢田       | 12,7                       | | Uji          | Préfecture de Kyoto |
| B12    | Ōkubo               | 大久保       | 13,6                       | JR West : Nara (à Shinden)                                                                                | Uji          | Préfecture de Kyoto |
| B13    | Kutsukawa           | 久津川       | 14,6                       | | Jōyō         | Préfecture de Kyoto |
| B14    | Terada (ja)         | 寺田         | 15,9                       | | Jōyō         | Préfecture de Kyoto |
| B15    | Tonoshō             | 富野荘       | 17,4                       | | Jōyō         | Préfecture de Kyoto |
| B16    | Shin-Tanabe         | 新田辺       | 19,6                       | JR West : Katamachi (à Kyōtanabe)                                                                         | Kyōtanabe    | Préfecture de Kyoto |
| B17    | Kōdo                | 興戸         | 21,1                       | | Kyōtanabe    | Préfecture de Kyoto |
| B18    | Miyamaki            | 三山木       | 22,4                       | | Kyōtanabe    | Préfecture de Kyoto |
| B19    | Kintetsu-Miyazu     | 近鉄宮津     | 23,1                       | | Kyōtanabe    | Préfecture de Kyoto |
| B20    | Komada              | 狛田         | 24,4                       | | Seika        | Préfecture de Kyoto |
| B21    | Shin-Hōsono         | 新祝園       | 26,7                       | JR West : Katamachi (à Hōsono)                                                                            | Seika        | Préfecture de Kyoto |
| B22    | Kizugawadai         | 木津川台     | 28,2                       | | Seika        | Préfecture de Kyoto |
| B23    | Yamadagawa          | 山田川       | 29,2                       | | Seika        | Préfecture de Kyoto |
| B24    | Takanohara          | 高の原       | 30,8                       | | Nara         | Préfecture de Nara  |
| B25    | Heijō               | 平城         | 33,5                       | | Nara         | Préfecture de Nara  |
| B26    | Yamato-Saidaiji     | 大和西大寺   | 34,6                       | Kintetsu : Nara (interconnexion), Kashihara (interconnexion)                                              | Nara         | Préfecture de Nara  |